# Летальность
Летальность (от лат. letalis «смертельный», син. смертельность) — показатель медицинской статистики, равный отношению числа умерших от определённого заболевания или иного нарушения здоровья за определённый период времени к общему числу людей, имевших тот же диагноз в рамках того же периода времени. Обычно выражается в процентах.
Показатель летальности не постоянен, он может изменяться между популяциями, а также с течением времени. Летальность зависит от разных факторов, которые могут включать особенности патогена в случае заболевания, состояние организма, внешние обстоятельства, способы лечения и качество ухода за больными. Расчётным периодом часто является год.

## Отличие от смертности
Летальность не является синонимом смертности — частоты случаев смерти в совокупности людей, объединённых общим признаком. Если из популяции в 1000 человек заболело 300, а умерло из их числа 100 человек, то смертность от заболевания будет составлять 10 %, а летальность — 33 %. Если же в другой популяции из 1000 человек заболело 50 человек, а умерло 40, то смертность будет составлять лишь 4 %, а летальность — 80 %. В первом случае от заболевания умерло больше людей, но во втором случае заболевание оказалось более тяжёлым.

## Коэффициенты летальности и смертности от инфекции
Коэффициент летальности (англ. case fatality rate) описывает отношение числа умерших от инфекции к общему числу подтверждённых диагнозов. Коэффициент смертности от инфекции (англ. infection fatality ratio) отличается от коэффициента летальности тем, что учитывает всех инфицированных, а не только случаи с подтверждённым диагнозом. Коэффициент смертности от инфекции учитывает лёгкие и асимптоматические случаи.

## Способы расчёта летальности

### Расчёт летальности в процентах
Рассчитывается как процент умерших от общего числа пациентов с данным заболеванием за некоторый период. Чаще всего используется для заболеваний с относительно низкой долей умерших, и заболеваний, при которых больные имеют относительно большие сроки жизни (это относится к большинству как инфекционных, так и неинфекционных заболеваний).
Во время эпидемии, оценка летальности может быть сделана как на основе всех подтвержденных случаев, так и только по завершённым случаям (с учётом только тех пациентов, которые уже выздоровели или умерли). На начальной стадии эпидемии, когда число завершённых случаев относительно невелико, оценка летальности по завершённым случаям оказывается завышенной. И наоборот, оценка летальности по всем подтверждённым случаям оказывается заниженной. С течением времени эти оценки сближаются. Был предложен способ оценки летальности на основе числа подтвержденных случаев на момент, выбранный с учетом задержки между подтверждением инфекции и смертью пациента. По мнению группы исследователей с кафедры хирургии Гданьского медицинского университета этот метод также может приводить к завышенным результатам, и предпочтительным является расчет по текущему числу подтвержденных случаев, как менее подверженный искажениям из-за системных отклонений в учёте случаев заболевания.
Летальность при испанском гриппе составляла более 2,5 %, около 0,1 % при азиатском и гонконгском гриппах.
Летальность бубонной формы чумы в отсутствие лечения достигает 30—60 %, а у лёгочной формы составляет 100 %.
Одним из самых смертоносных вирусов на планете является вирус Эбола, летальность при заражении которым составляет до 90 %.
Самым смертоносным заболеванием является бешенство. Когда вирус поражает центральную нервную систему и появляются клинические симптомы, бешенство приводит к летальному исходу в 100% случаев.

### Расчёт летальности в пересчёте на число пациенто-лет наблюдения
Для заболеваний с малыми сроками наблюдения и высокой смертностью (например, онкологические больные, пациенты на заместительной почечной терапии) расчёт летальности в процентах приводит к занижению её истинных показателей. Поэтому для таких заболеваний летальность рассчитывается как отношение числа умерших больных к суммарному сроку их наблюдения. В этом случае она выражается в количестве умерших больных на 100 или 1000 пациенто-лет наблюдения, и этот показатель наиболее точно отражает истинную картину летальности.

## Другие показатели летальности
В медицине, кроме общих показателей летальности от конкретного заболевания существуют ещё показатели, характеризующие работу самой медицины, к которым к примеру относятся: госпитальная летальность (пациентов находящихся на стационарном лечении в мед. учреждениях), периоперационная летальность (во время и до 30 дней после оперативных вмешательств), послеоперационная летальность (в более отдалённой перспективе, до нескольких лет).